# Gletscherhorn (Graubünden)
Gletscherhorn är en bergstopp i Schweiz.   Den ligger i regionen Viamala och kantonen Graubünden, i den sydöstra delen av landet, 170 km öster om huvudstaden Bern. Toppen på Gletscherhorn är 3 107 meter över havet, eller 411 meter över den omgivande terrängen. Bredden vid basen är 8,9 km.
Terrängen runt Gletscherhorn är bergig åt sydväst, men åt nordost är den kuperad. Runt Gletscherhorn är det glesbefolkat, med 8 invånare per kvadratkilometer.. Närmaste större samhälle är Silvaplana, 19,6 km öster om Gletscherhorn. 
Trakten runt Gletscherhorn består i huvudsak av gräsmarker.